# كريم حبيب
كريم حبيب هو مصمم سيارات كندي، ولد في 1970.